# Бенно Магнуссон
Бенно Магнуссон (швед. Benno Magnusson, нар. 2 лютого 1953, Олем) — шведський футболіст, що грав на позиції півзахисника.

## Клубна кар'єра
У дорослому футболі дебютував 1971 року виступами за команду «Отвідабергс ФФ», в якій провів три сезони. У 1972 і 1973 роках разом із клубом виграв чемпіонат Швеції. У 1973 році він також зіграв у фіналі Кубка Швеції, але його програв там «Мальме» 0:7 і трофей не здобув.
Наприкінці 1973 року він перейшов до німецького «Кайзерслаутерна» і дебютував у Бундеслізі 5 січня 1974 року в грі проти «Вердера» (1:3). Влітку 1974 року він став гравцем берлінської «Герта» і 31 серпня 1974 року в зустрічі проти «Баварії» (1:2), він забив перший гол у Бундеслізі і за підсумками сезону 1974/75 став з командою віце-чемпіоном Західної Німеччини.
У 1976 році Магнуссон повернувся до Швеції, де підписав контракт з «Кальмаром», у складі якого 1978 року вдруге зіграв у фіналі Кубка Швеції, але і цього разу його команда програла «Мальме» (0:2), залишившись без трофею. Лише з третьої спроби, у 1981 році, Магнуссон виграв таки Кубок Швеції, обігравши в фіналі «Ельфсборг» (4:0). Завершив професійну кар'єру футболіста виступами за команду «Кальмар» у 1984 році.

## Виступи за збірну
23 травня 1973 року дебютував в офіційних іграх у складі національної збірної Швеції у кваліфікаційному матчі до чемпіонату світу 1974 року проти Австрії (3:2).
У складі збірної був учасником чемпіонату світу 1974 року у ФРН, де зіграв дві гри своєї команди — з Болгарією (0:0) та Уругваєм (3:0), а команда не подолала другий груповий етап.
Загалом протягом кар'єри у національній команді, яка тривала 9 років, провів у її формі 11 матчів.

## Титули і досягнення
- Чемпіон Швеції (2):

«Отвідабергс ФФ»: 1972, 1973
- Володар Кубка Швеції (1):

«Кальмар»: 1981

## Особисте життя
Його старший брат, Роджер Магнуссон, також був футболістом і гравцем збірної Швеції.